# Федеральна служба охорони Російської Федерації
Федеральна служба охорони Російської Федерації (ФСО Росії) — федеральний орган виконавчої влади Російської Федерації, спецслужба, який здійснює функції з державної охорони керівництва країни та забезпечення їх захищеним зв'язком. ФСО Росії поряд з ФСБ, СЗР, ДФС, ФСТЕК та Службою спеціальних об'єктів відноситься до «сил та засобів забезпечення безпеки», тобто спецслужб; наділена правом ведення оперативно-розшукової діяльності. У ФСО Росії передбачена військова та федеральна громадянська держслужба. Наділена правовим статусом юридичної особи.

## Історія
Попередником Федеральної служби охорони Російської Федерації було 9-е управління КДБ СРСР, яке в лютому 1990 року було перетворено в Службу охорони КДБ СРСР. У серпні 1991 року Служба охорони була виведена з ведення КДБ і перетворена в Управління охорони при Апараті Президента СРСР.
Президентом РРФСР була створена власна Служба безпеки, 3 вересня 1991 її начальником був призначений Коржаков Олександр Васильович, якому в тижневий термін доручалося розробити структуру та штат Служби.
Наприкінці 1991 року Управління охорони при Апараті Президента СРСР було ліквідовано і на його основі створено Головне управління охорони РРФСР (ГУО). Наприкінці 1992 року ГУО було наділене додатковими функціями з організації для Президента Росії захищеного зв'язку, для чого у відання ГУО передавалося Управління президентського зв'язку Головного управління урядового зв'язку ФАУЗІ.
У січні 1994 року ГУО вперше було згадано в переліку федеральних органів виконавчої влади.
З 28 липня 1995 року було встановлено, що ГУО Росії є об'єктом оперативного управління Служби безпеки Президента, це в подальшому було закріплено в Положенні про Головне управління охорони, затвердженому указом Президентом Росії від 29 грудня 1995 року № 1333.
27 травня 1996 року федеральним законом встановлено, що Федеральна служба охорони Російської Федерації є правонаступником Головного управління охорони Російської Федерації. 19 червня 1996 року, Указом Президента Росії, Головне управління охорони Російської Федерації перейменовано у Федеральну службу охорони Російської Федерації. Керівником служби призначений генерал-лейтенант Крапівін Юрій Васильович.
Указом президента Російської Федерації від 2 липня 1996 року № 1013 до складу Федеральної служби охорони Російської Федерації включена Служба безпеки президента Російської Федерації.
2 серпня 1996 року — затверджено Положення про ФСО Росії.
14 серпня 1996 року — Федеральна служба охорони Російської Федерації перейменована у Федеральну службу охорони Росії.
6 вересня 1996 року — попереднє перейменування було скасовано.
18 травня 2000 року — керівником служби призначений Муров Євген Олексійович, з 21 листопада 2001 року посаду називається директор.
2003 року на базі деяких підрозділів ліквідованого ФАУЗІ та Управління президентського зв'язку ФСО Росії була утворена Служба спеціального зв'язку та інформації при ФСО Росії (Спецзв'язок Росії).
7 серпня 2004 року було прийнято нове Положення про ФСО Росії, а Спецзв'язок Росії була включена безпосередньо в центральний апарат ФСО як структурний підрозділ.
14 грудня 2011 року Президент Росії Дмитро Медведєв вручив Прапор Федеральної служби охорони директору ФСО Євгену Олексійовичу Мурову. На прапорі ФСО накреслено: «Вітчизна, відданість та честь» (Отечество, преданность и честь).

## Функції та завдання ФСО Росії
Державна охорона — функція федеральних органів державної влади у сфері забезпечення безпеки об'єктів державної охорони, здійснювана на основі сукупності правових, організаційних, охоронних, режимних, оперативно-розшукових, технічних та інших заходів.
Державна охорона здійснюється на основі Конституції Російської Федерації, 
федеральних конституційних законів, федеральних законів та інших нормативних правових актів Російської Федерації, а також міжнародних договорів Російської Федерації.
Основними принципами здійснення державної охорони є принципи законності, поваги та дотримання прав та свобод людини та громадянина, централізованого керівництва, взаємодії державних органів забезпечення безпеки, безперервності, поєднання гласних та негласних методів діяльності, підконтрольності та піднаглядності.
Федеральна служба охорони Російської Федерації є федеральним органом виконавчої влади, що здійснює функції з вироблення державної політики, нормативно-правового регулювання, контролю та нагляду у сфері державної охорони, президентського, урядового та інших видів спеціального зв'язку та інформації, що надаються федеральним органам державної влади, органам державної влади суб'єктів Російської Федерації та іншим державним органам.
ФСО Росії здійснює свою діяльність безпосередньо та через територіальні органи.
Керівництво діяльністю ФСО Росії здійснює Президент Російської Федерації.
Положення про ФСО Росії та структура федеральних органів державної охорони затверджуються Президентом Російської Федерації.
Уряд Російської Федерації координує діяльність ФСО Росії в частині, що стосується взаємодії ФСО Росії з федеральними органами виконавчої влади.
Згідно з Положенням про Федеральну службу охорони основними завданнями ФСО є:
1. забезпечення безпеки об'єктів державної охорони в місцях їх постійного та тимчасового перебування і на трасах проїзду;
2. прогнозування та виявлення загрози життєво важливим інтересам об'єктів державної охорони, здійснення комплексу заходів щодо запобігання цієї загрози;
3. попередження, виявлення та припинення протиправних посягань на об'єкти державної охорони та об'єкти охорони;
4. попередження, виявлення та припинення злочинів та інших правопорушень на об'єктах, що охороняються, в місцях постійного та тимчасового перебування об'єктів державної охорони та на трасах їх проїзду;
5. захист об'єктів охорони;
6. участь в межах своїх повноважень у боротьбі з тероризмом;
7. організація та забезпечення експлуатації, безпеки, вдосконалення спеціального зв'язку та інформації, що надаються державним органам;
8. участь у розробці та реалізації заходів щодо забезпечення інформаційної безпеки Російської Федерації, протидії технічним розвідкам та захисту відомостей, що становлять державну таємницю;
9. здійснення державної політики в галузі правової інформатизації Російської Федерації та координація робіт, вироблених в цій сфері;
10. інформаційно-технологічне та інформаційно-аналітичне забезпечення державних органів, технічне обслуговування та програмний супровід інформаційно-телекомунікаційних систем та ситуаційних центрів, а також інформаційне забезпечення управління державою у воєнний час і при надзвичайних ситуаціях;
11. забезпечення власної безпеки.

## Структура органів державної охорони

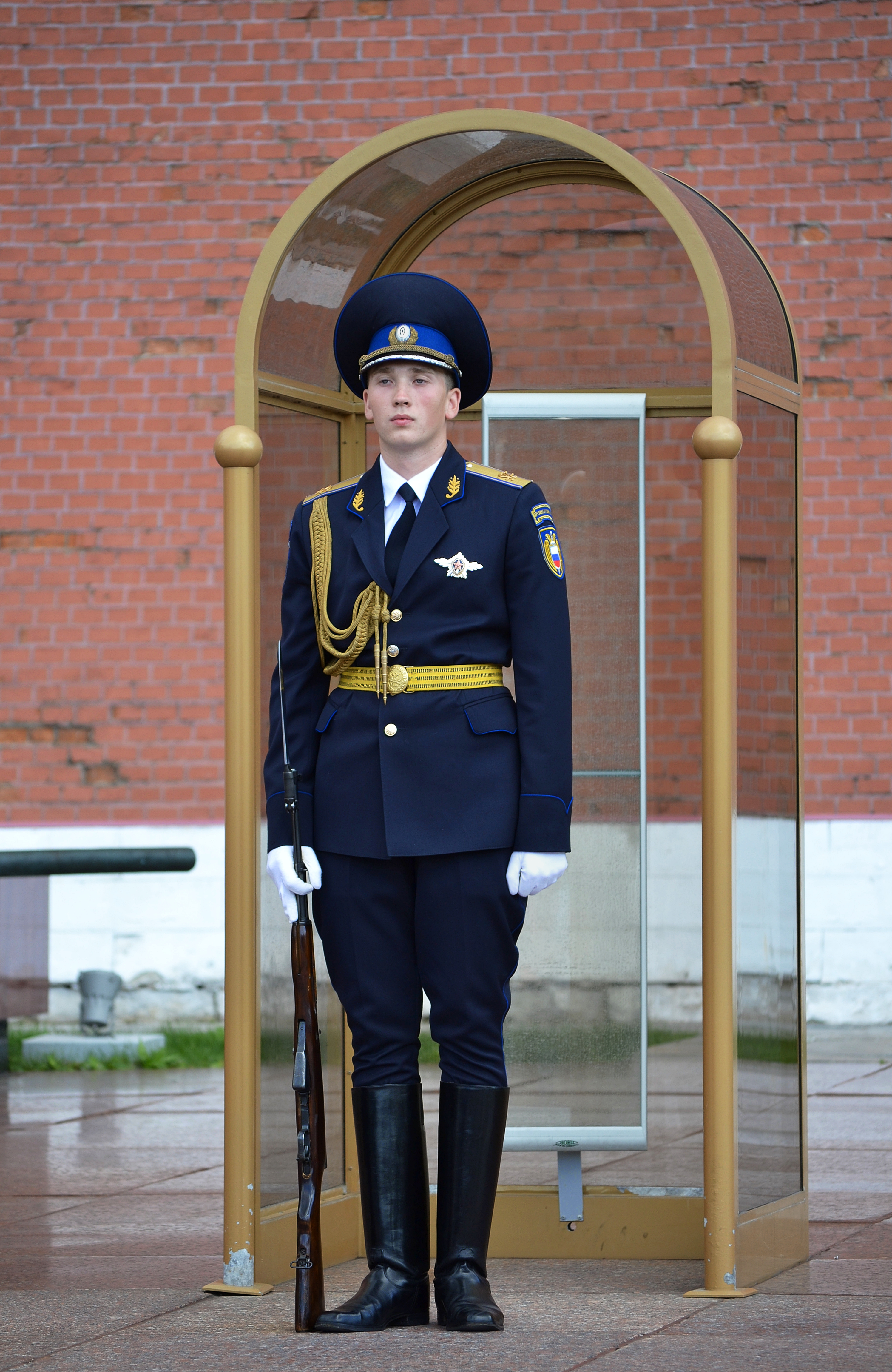
Солдат президентського полку в парадній формі ФСО на посту № 1

Федеральна служба охорони:
- Керівництво
- Служба безпеки Президента[ru]
- Служба охоронних заходів
- Служба коменданта Московського Кремля 
  - Президентський полк
  - Президентський оркестр
  - Почесний ескорт
- Служба спеціального зв'язку та інформації
- Служба інженерно-технічного забезпечення
- Служба господарського забезпечення 
  - гараж особливого призначення
- управління

Підрозділи ФСО Росії, що здійснюють окремі повноваження ФСО Росії 
- Служба охорони в Північно-Західному федеральному окрузі
- Служба охорони на Кавказі
- Служба охорони в Криму
- Управління спеціального зв'язку та інформації у федеральних округах 
  - центри спеціального зв'язку та інформації в суб'єктах Федерації
- Центри зв'язку спеціального призначення

а також 
- освітні та науково дослідні установи.

## Навчальні заклади
- Академія ФСО[ru] (до 2003 року носила назву Академія ФАУЗІ, до 2004 — Академія спецзв'язку при ФСО), готує фахівців з інформаційної безпеки телекомунікаційних систем та радіозв'язку, знаходиться в м. Орел. У неї є філія — Воронізький інститут урядового зв'язку[10].
- Навчальний центр ФСО Росії.

## Керівники
Керівник ГУО — ФСО Росії
- Редкобородий Володимир Степанович (1991 — червень 1992)
- Барсуков Михайло Іванович (12 червня 1992 — 24 липня 1995)
- Крапівін Юрій Васильович (29 липня 1995 — 18 травня 2000)
- Муров Євген Олексійович (з 18 травня 2000 р.) — директор служби з листопада 2001 р.

Перший заступник начальника ГУО — керівника (директора) ФСО
Посада скасована 2004 року і знову введена з 5 квітня 2006 року.
- Крапівін Юрій Васильович (1992 — 1995)
- Нікітін Валерій Андрійович (29 липня 1995 — 2001)
- Тихонов Валерій Володимирович (2001 — 2004)
- Ушаков Сергій Костянтинович (січень 2007 — липень 2007)
- Бєляков Олександр Миколайович (з 2007)

Комендант Московського Кремля
Спочатку «заступник начальника Головного управління охорони — комендант Московського Кремля»; Барсуков Михайло Іванович з 12 липня 1992 був начальником ГУО — комендантом Московського Кремля; з 28 липня 1995 року «заступник начальника ГУО — комендант Московського Кремля»; з 19 липня 1996 року «заступник керівника ФСО — комендант Московського Кремля», з 2004 року «керівник Служби коменданта Московського Кремля — комендант».
- Барсуков Михайло Іванович (10 грудня 1991 — 24 липня 1995)
- Стригін Сергій Васильович (29 липня 1995 — січень 2004 р.)
- Хлєбніков Сергій Дмитрович (з січня 2004 р.)

Заступник керівника ФСО — начальник Управління президентського зв'язку
- Корнєв Юрій Павлович (19 липня 1996 — 2003)

Керівник Служби спеціального зв'язку та інформації ФСО
Спочатку посаду називали «перший заступник директора — керівник Служби спеціального зв'язку та інформації при ФСО», з 2004 року «заступник директора — керівник Служби спеціального зв'язку та інформації ФСО».
- Корнєв Юрій Павлович (2003 — 21 вересня 2010 †)
- Миронов Олексій Геннадійович (з 2011 р.)

## Цікаві факти
- Частина автомобілів, які перебувають у розпорядженні ФСО московського регіону, мають номерні знаки з одними і тими ж буквами Е-КХ, що жартома розшифровується водіями та журналістами як «їзджу як хочу» (рос. езжу, как хочу)[11]. Інспектори ДАІ не мають права зупиняти автомобілі ФСО з включеними проблисковими маячками та сиреною, а в разі порушення ними правил можуть лише скласти рапорт для начальства.
- Існують шахраї, що видають себе за колишніх співробітників, такі як «Товариство колишніх співробітників ФСО» і «Фонд ветеранів ФСО».
- Федерація спортивного орієнтування Росії має скорочена назва ФСО РФ. Організатори неофіційних стартів іноді пишуть на обладнанні, розміщеному в лісі надпис «навчання ФСБ» або «навчання ФСО» щоб припинити крадіжку контрольних пунктів.